# Haishan (sockenhuvudort i Kina, Zhejiang Sheng, lat 28,23, long 121,17)
Haishan (kinesiska: 海山, 海山乡) är en sockenhuvudort i Kina. Den ligger i provinsen Zhejiang, i den östra delen av landet, omkring 240 kilometer sydost om provinshuvudstaden Hangzhou. Antalet invånare är 3 012. Befolkningen består av 1 493 kvinnor och 1 519 män. Barn under 15 år utgör 12,0 %, vuxna 15-64 år 62 %, och äldre över 65 år 24,0 %.
Närmaste större samhälle är Zhugang, 11,3 km sydost om Haishan. Trakten runt Haishan består till största delen av jordbruksmark.
Genomsnittlig årsnederbörd är 2 023 millimeter. Den regnigaste månaden är juni, med i genomsnitt 334 mm nederbörd, och den torraste är januari, med 74 mm nederbörd.